# Abdugʻani Abdullayev
Abdugani Abdullayev (Abdugani Abdullajew, russisch Абдугани Абдуллаев, wiss. Transliteration Abdugani Abdullaev; * 25. Juni 1953, Provinz Fargʻona; † 18. Dezember 2019, Taschkent) war ein Meister der Holzschnitzkunst. Er arbeitete im Kokand-Kunst- und Produktionsunternehmen der Republikanischen Kreativvereinigung „Usto“ in der Usbekischen SSR. 1999 wurde ihm der Titel des Volksmeisters der Republik Usbekistan verliehen. Am 25. August 2006 wurde er mit dem Titel Held Usbekistans ausgezeichnet.

## Leben und Werk
Abdugani Abdullayev wurde 1953 in der Provinz Fargʻona als Sohn von Handwerkern geboren. Ab 1983 arbeitete er als Holzschnitzer. 
Er schuf Säulen, Türen, Tore und Zäune mit feiner islamischer Schnitzerei für verschiedene öffentliche Gebäude, wie das Muborak-Restaurant, das Karshi-Theater und andere. Seine erste große Arbeit war die Herstellung von über 20 geschnitzten Türen, Toren und Zäunen für das Olim Khodjayev Theatergebäude. Er leitete die Holzschnitzerei im Imam-al-Buchārī-Mausoleum und gestaltete Iwane und Houz mit traditionellen usbekischen Mustern. Abdugani Abdullayev führte Holzschnitzarbeiten bei der Restaurierung des Baha-ud-Din Naqschband Mausoleums (Provinz Buxoro) und des Imam-al-Buchārī-Mausoleums (Provinz Samarqand) durch und war am Bau des Museum der Repressionsopfer sowie des Allee-Gedenkkomplexes und des al-Marghīnānī Mausoleums (Provinz Fargʻona) beteiligt. Er widmete sich der Wiedbelebung einzigartiger historischer Muster und führte auch neue  ein.
Er gilt als Meister traditioneller usbekischer Holzschnitzkunst.  Ab 1973 nahm er an internationalen Kunstausstellungen teil. Abdugani Abdullayevs kreative Werke wurden auf großen Ausstellungen in Usbekistan und im Ausland gezeigt.
Abdugani Abdullayev verstarb am 18. Dezember 2019 in Taschkent.